# CANT 10

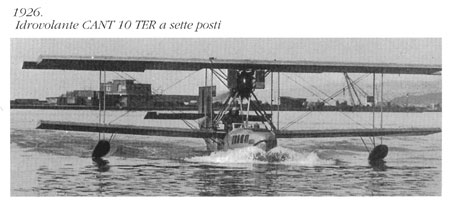
Un CANT 10 in fase di flottaggio.

Il CANT 10 fu un idrovolante a scafo centrale di linea, monomotore e biplano, sviluppato dalla divisione aeronautica dell'azienda cantieristica italiana CNT (poi CRDA) negli anni venti.

## Storia del progetto
Basato su specifiche emesse nel 1924 dalla SISA, il nuovo aereo venne affidato al capoprogettista ingegner Raffaele Conflenti con l'obbiettivo di avere a disposizione un idrovolante sufficientemente capiente e veloce per utilizzarlo con successo sulle rotte commerciali di proprietà dei Fratelli Cosulich, di Trieste, gli stessi che avevano fondato la CANT.

## Impiego operativo

### Civile
Il progetto del CANT 10 era finalizzato a trasformare definitivamente il trasporto aereo civile, fino ad allora riservato alle merci ed a qualche facoltoso ed ardimentoso cliente, in un servizio di linea regolare di trasporto merci, postale e passeggeri. Il 1º aprile 1926 la Società Italiana Servizi Aerei (SISA), anch'essa di proprietà dei Fratelli Cosulich, riuscì ad inaugurare la prima aerolinea nazionale sulla rotta Trieste – Venezia – Pavia – Torino, con il progetto di un successivo impegno internazionale per raggiungere, via Genova, Barcellona, in Spagna.

### Militare
Dei 2 esemplari destinati al Paraguay, uno venne perso a causa di un incendio durante il viaggio; un CANT 10ter venne utilizzato dalla Aviación Naval Paraguaya come aeroambulanza tra il 1932 ed il 1935, durante il conflitto tra Bolivia e Paraguay per il controllo della regione del Gran Chaco, noto come Guerra del Chaco.

## Versioni
10
versione iniziale motorizzata con il 6 cilindri in linea Fiat A.12bis da 300 CV (221 kW).
10ter
versione dotata di un motore Lorraine-Dietrich 12 Db da 400 CV (294 kW).
10ter2
versione dotata di un motore Isotta Fraschini Asso 500 da 500 CV (368 kW).
10 M
versione militarizzata del 10ter, indicata anche come 10 M.RI., realizzata in un esemplare.

## Utilizzatori

### Civili
Italia
- Società Italiana Servizi Aerei (SISA)

### Militari
Paraguay
- Aviación Naval Paraguaya